# 龍仁軽電鉄
龍仁軽電鉄（ヨンインけいでんてつ）は、大韓民国の京畿道龍仁市器興区にある器興駅から同市処仁区にある前垈・エバーランド駅までを結ぶ、龍仁軽量電鉄が運営する新交通システム（ライトレール）の鉄道路線。愛称はYongin Everline。
本項では、龍仁軽電鉄を運営する龍仁軽量電鉄株式会社、およびその前身の龍仁軽電鉄株式会社についても記述する。

## 概要
龍仁市が施設を保有し、龍仁軽量電鉄株式会社が運営する。ただし、日常の駅務、線路の維持保守運営は、同社から委託を受けた、ボンバルディア・トランスポーテーション・コリアが母体の龍仁軽電鉄株式会社（2016年からは、新盆唐線を受託運営するネオトランス）が担当する。龍仁市の人口が急増し、市内にいくつかの観光地もあり、新しい都市交通体系を構築する必要が出てきたため、新路線の導入を図ることに決定した。2010年10月に18.4km区間の開通を目標に工事中であったが、騒音問題やシステム不備などから延期。2011年3月の開通を目指して交渉していたが実現しなかった。その後、国際仲裁裁判所の仲裁を経て、龍仁市の龍仁軽電鉄の賠償金を清算して解決され、2013年4月26日に全線開業した。
開業当初、首都圏電鉄の統合運賃の対象外となっていたが、乗り継ぎ割引については2014年9月20日より導入された。同線の基本運賃は1,600ウォン（交通カード基準）なので、他線からの乗継には別途200ウォンが加算される（新盆唐線と同様な運賃システム）。龍仁市は、市民の負担軽減策として、2023年10月7日の首都圏電鉄運賃改定から、青少年、子供の加算運賃（青少年160ウォン、子供100ウォン）を廃止。成人についても、2025年6月28日の首都圏電鉄運賃改定から廃止され、他の首都圏電鉄運賃と同額になった。

## 沿革
- 1996年12月 - 京畿道による龍仁軽電鉄計画浮上。
- 2005年
  - 11月17日 - 起工式[1]。
  - 12月17日 - 着工。

開業までの騒動
- 2010年
  - 6月 - 完工。7月末に開業予定だったが騒音などの不具合297件が指摘されるなどで3ヶ月延期[3]。

さらに10月開業予定も新市長と事業者側の「MRG（Minimum Revenue Guarantee、最低収入保障）」を巡る対立で完工したにもかかわらず市が竣工確認を拒否し延期。市が竣工確認を渋ったのは、開業後の利用予測が建設時の基準を大きく下回り、MRGに基づき毎年事業者側へ損失補填が避けられなかったことである。
需要予測
需要予測値は1日14万6000人で、これの79.9％である11万6000人を下回った場合は損失を市が補填することになっていた。需要予測値自体が高く見積もられており、開業すれば1日1億ウォン、年間300億ウォンを市が負担することが濃厚となっていた。これは仁川国際空港鉄道でも問題化していた。2011年2月に電鉄社側は事業終了を通知、国際司法の場で争うことになった。
2011年9月末、国際商業会議所（ICC）傘下の国際仲裁裁判所は龍仁市に対し、ボンバルディアが母体となった事業者側へ損害金5,159億ウォンの支払い命令を下した。これは市の年間予算の40%に相当する額で、市の財政にも深刻な影響をもたらすことになった。
同年12月28日、開業予定だったが無期限延期。2012年4月、当時の前市長だった李正文を収賄容疑で拘束、起訴。
市はボンバルディア側に総額7,787億ウォンに達する損失を賠償する必要があった。このうち5,159億ウォンは地方債発行で返済、残額3,000億ウォンは国内の投資ファンド「コンサス・アセット・マネージメント（以下コンサス社）」が引き受けるが、完工後の未運行期間損失補償額を巡る対立が合意に至ったのは開業9日前の2013年4月17日だった。
開業後
- 2013年
  - 4月26日 - 開業。同年4月28日まで運賃を無料とした。
  - 8月1日 - コンサス社が母体となった龍仁軽量電鉄社による運営開始。運行のみ引き続きボンバルディア側（軽電鉄社）が行う。
  - 10月10日 - 市民団体は市を相手に総額1兆ウォンの損害賠償請求を起こす[9]。
- 2015年12月29日 - 2016年8月以降の事業者公募については新盆唐線を運営するネオトランス社と7年間の契約を締結した[10]。
- 2016年8月1日 - ネオトランス社への運営委託開始（2023年7月30日まで）[11][12][13]。
- 2023年8月1日 - 新しい運営事業者に選定された龍仁エバーライン運営社（タウォンシス・大田広域市都市鉄道公社によるコンソーシアム）による運営委託開始（2033年7月30日まで）。

## 使用車両
ボンバルディア・トランスポーテーションのARTベースの車両を使用。1両編成で運行される。

## 駅一覧
- 駅所在地は全線京畿道龍仁市内。

| 駅番号 | 駅名                              | 駅名                            | 駅名                                              | 駅間キロ (km) | 累計キロ (km) | 接続路線                          | 所在地 |
| 駅番号 | 日本語                            | ハングル                        | 英語                                              | 駅間キロ (km) | 累計キロ (km) | 接続路線                          | 所在地 |
| ------ | --------------------------------- | ------------------------------- | ------------------------------------------------- | ------------- | ------------- | --------------------------------- | ------ |
| Y110   | 器興駅 （白南準アートセンター）   | 기흥역 (백남준아트센터)         | Giheung (Nam June Paik Arts Center)               | 0.000         | 0.000         | 韓国鉄道公社：水仁・盆唐線 (K237) | 器興区 |
| Y111   | 江南大駅                          | 강남대역                        | Kangnam Univ.                                     | 1.044         | 1.044         |                                   | 器興区 |
| Y112   | 支石駅                            | 지석역                          | Jiseok                                            | 1.062         | 2.106         |                                   | 器興区 |
| Y113   | 御停駅                            | 어정역                          | Eojeong                                           | 0.918         | 3.024         |                                   | 器興区 |
| Y114   | 東栢駅                            | 동백역                          | Dongbaek                                          | 1.185         | 4.209         |                                   | 器興区 |
| Y115   | 草堂駅                            | 초당역                          | Chodang                                           | 1.097         | 5.306         |                                   | 器興区 |
| Y116   | 三街駅                            | 삼가역                          | Samga                                             | 2.591         | 7.897         |                                   | 処仁区 |
| Y117   | 市庁・龍仁大駅                    | 시청·용인대역                   | City Hall·Yongin Univ.                            | 1.045         | 8.942         |                                   | 処仁区 |
| Y118   | 明知大駅                          | 명지대역                        | Myongji Univ.                                     | 1.034         | 9.976         |                                   | 処仁区 |
| Y119   | 金良場駅                          | 김량장역                        | Gimnyangjang                                      | 0.755         | 10.731        |                                   | 処仁区 |
| Y120   | 龍仁中央市場駅 （龍仁芸術科学大） | 용인중앙시장역 (용인예술과학대) | Yongin Jungang Market (Yongin Arts&Science Univ.) | 0.945         | 11.676        |                                   | 処仁区 |
| Y121   | 古陳駅                            | 고진역                          | Gojin                                             | 0.935         | 12.611        |                                   | 処仁区 |
| Y122   | 洑坪駅                            | 보평역                          | Bopyeong                                          | 1.750         | 14.361        |                                   | 処仁区 |
| Y123   | 屯田駅                            | 둔전역                          | Dunjeon                                           | 1.027         | 15.388        |                                   | 処仁区 |
| Y124   | 前垈・エバーランド駅              | 전대·에버랜드역                 | Jeondae·Everland                                  | 2.626         | 18.014        |                                   | 処仁区 |

## 本路線の運営事業者

### 龍仁軽電鉄株式会社
龍仁軽電鉄株式会社（ヨンインけいでんてつ/ヨンインキョンジョンチョル、朝鮮語: 용인경전철주식회사、英語: Yongin Rapid Transit Co., Ltd.（YRTC））はボンバルディア・トランスポーテーション韓国法人のボンバルディア・トランスポーテーション・コリア（以下BTK）が中心となって設立された建設・運営を目的とする鉄道事業者。紆余曲折があり初代事業者として運営まで担当したものの、事業を下記の龍仁軽量電鉄社に譲渡し開業後3年で事実上撤退した。
- 2004年
- 3月19日 - ボンバルディア（BTK）、イルジン・エレクトリック（I）、韓進重工業（H）が共同で持株会社としてBIH株式会社を設立[16][17]。
  - 4月22日 - BTKのコンソーシアム（以下のBIHを参照）が韓国ゼネコン数社と共同で設立[18]。
  - 7月28日 - 龍仁市が軽電鉄事業施工者に指定。30年間龍仁軽電鉄が運営し、市に譲渡する契約[19]。
- 2013年4月30日 - 龍仁市議会で龍仁軽電鉄への3年間の運営委託案を可決[20]。その後7月に龍仁軽量電鉄からの委託で2016年7月まで運行を担当した。
- 2016年 - 解散。

### 龍仁軽量電鉄株式会社
龍仁軽量電鉄株式会社（ヨンインけいりょうでんてつ、朝鮮語: 용인경량전철주식회사、英語: Yongin EverLine Co., Ltd.）は、大韓民国の京畿道龍仁市内にて龍仁軽電鉄（鉄道路線）運営の2代目鉄道事業者である。
なお、路線の運営は2016年8月1日から2023年7月30日までネオトランス株式会社（ハングル：네오트랜스주식회사、英：Neo Trans Co. Ltd.
）、2023年8月1日からは龍仁エバーライン運営株式会社へ委託されている。

#### 沿革
- 2013年
  - 4月26日 - 龍仁軽電鉄が開業[11]。
  - 7月25日 - ボンバルディア側のYRTCとの継承手続が完了、市と8月以降の運営事業者として契約を締結[26]。以後MRG方式ではなく、引き下げられた需要予測とそれを元にした運営費によって算出される補填費用が定められ市の財政負担も緩和された。実際の運行はボンバルディア側（YRTC）へ継続委託した。
- 2016年8月1日 - 運行をネオトランス株式会社へ委託[11][12]。
- 2023年8月1日 - 委託先を龍仁エバーライン運営株式会社へ変更。